# Espeluy
Espeluy es una localidad y municipio español situado en la parte oriental de la comarca de la Campiña Jienense, en la provincia de Jaén, comunidad autónoma de Andalucía. Limita con los municipios de Mengíbar, Cazalilla, Villanueva de la Reina, Bailén y Jabalquinto. Por su término discurren los ríos Guadalquivir y Rumblar.
El municipio espeluseño comprende los núcleos de población de Estación de Espeluy —el más habitado—, Espeluy —capital municipal—, Poblado del Iara, Cincuenta y Una Viviendas, Santa Emilia y Cuatro Vientos. En total, tiene una población de 591 habitantes (INE 2024).

## Historia
Espeluy tiene un imponente legado de época prehistórica. Entre los numerosos asentamientos destaca el de Las Tiesas, un poblado del III milenio a. C., con restos de cabañas circulares y de escorias, testimonio de su actividad metalúrgica. Otro de los yacimientos más sobresalientes es el del cerro de la Plaza de Armas de Sevilleja, que posterior al anterior, muestra ya un poblado con las casas de forma rectangular construidas en terrazas, y con distintos tipos de enterramientos. Este lugar se volvió a poblar en época ibero-romana, construyéndose una estructura amurallada que rodea la meseta. También se han localizado restos de este periodo en el emplazamiento de la actual población.
La primera vez que Espeluy aparece mencionado en un documento histórico es en la Crónica General, escrita en el siglo XIII, en la que se relataba que fue uno de los castillos atacados por Fernando III el Santo en 1224. La población pactó su entrega a cambio de poder marchar en paz. En un primer momento quedó como lugar de realengo, pero en 1246 Fernando III cedió 20 yugadas de heredad a la Orden de Calatrava, donación que sería confirmada por Alfonso X en 1254.
En 1321 fue entregada en señorío a Díaz Sánchez de Biedma, señor de Estivel y Jabalquinto. En este periodo se construyó el nuevo castillo como expresión de poder de los nuevos señores. En 1364 la familia cambió el apellido por el de Benavides, condición dada por su primo don Juan Alonso de Benavides, para ser sus herederos. En 1371 Enrique II les concedió el señorío de Santisteban, posteriormente Condes en 1473 y duques de Santisteban del Puerto desde 1739.
A lo largo del siglo XV se fue consolidando la población como testimonia la construcción en el mismo de una parroquia, mencionada en el Sínodo de 1511. A finales de esta centuria, Santa Teresa de Jesús fue atendida y socorrida en el castillo de Espeluy, después de haber sufrido un accidente al pasar el río Guadalquivir, según escribiera la santa en su libro de las Fundaciones.
En 1775, Bernardo de Espinalt, en su obra el Atlante Español, señalaba que Espeluy constaba de 11 vecinos con un Oratorio, dedicado a Santa Catalina Mártir y patrón a San Gregorio Ostiense. A mediados del XIX, según refiere Madoz, tenía 722 habitantes, pero su fisonomía seguía siendo prácticamente una aldea "sus casas están diseminadas sin formar calles".
En 1866 el ferrocarril llegó a Espeluy con la inauguración de la línea Manzanares-Córdoba, levantándose también una estación en municipio. Varias décadas después se inauguró un segundo trazado, la línea Linares-Puente Genil, que convirtió a Espeluy en un nudo ferroviario de cierta importancia. Este hecho supuso una mejora notable parra las comunicaciones de la zona. En torno al complejo ferroviario se fue articulando un núcleo de población para acoger a los trabajadores del ferrocarril y sus familias.

## Demografía
Cuenta con una población de 591 habitantes (INE 2024).
| Gráfica de evolución demográfica de Espeluy entre 1842 y 2021                                                         |
| |
| Población de derecho según los censos de población del INE. Población de hecho según los censos de población del INE. |

## Economía

### Evolución de la deuda viva municipal
| Gráfica de evolución de Deuda viva del Ayuntamiento de Espeluy entre 2008 y 2020                                |
| |
| Deuda viva del Ayuntamiento de Espeluy en miles de euros según datos del Ministerio de Hacienda y Ad. Públicas. |

## Administración y política

### Elecciones municipales
| Elecciones municipales desde 1979                      |      |      |      |      |      |      |      |      |      |      |      |      |
|                                                        | 1979 | 1983 | 1987 | 1991 | 1995 | 1999 | 2003 | 2007 | 2011 | 2015 | 2019 | 2023 |
| UCIN                                                   | -    | -    | -    | -    | -    | -    | -    | -    | -    | -    | 2    | 3    |
| PSOE                                                   | 3    | 5    | 3    | 2    | 4    | 6    | 6    | 5    | 5    | 6    | 4    | 3    |
| AP/PP                                                  | -    | 1    | 0    | 2    | 3    | 1    | 1    | 2    | 2    | 1    | 1    | 1    |
| PCE/IU                                                 | 3    | 3    | 4    | 0    | 0    | -    | -    | -    | -    | -    | -    | -    |
| OS                                                     | -    | -    | -    | 3    | -    | -    | -    | -    | -    | -    | -    | -    |
| UCD                                                    | 3    | -    | -    | -    | -    | -    | -    | -    | -    | -    | -    | -    |
| ORT                                                    | 0    | -    | -    | -    | -    | -    | -    | -    | -    | -    | -    | -    |
| PTA                                                    | 0    | -    | -    | -    | -    | -    | -    | -    | -    | -    | -    | -    |
| En negrilla el partido más votado                      |      |      |      |      |      |      |      |      |      |      |      |      |
| Fuente: Datos de las elecciones municipales desde 1979 |      |      |      |      |      |      |      |      |      |      |      |      |

### Alcaldía
| Periodo   | Nombre                                      | Partido |
| --------- | ------------------------------------------- | ------- |
| 1979-1983 | Agustín Ruiz Valverde                       | PSOE    |
| 1983-1987 | José Gómez Anguita                          | PSOE    |
| 1987-1991 | Alberto Ruiz Ortega                         | IU      |
| 1991-1995 | Silverio de La Torre Ruiz                   | OS      |
| 1995-1999 | Silverio de La Torre Ruiz                   | PSOE    |
| 1999-2003 | Silverio de La Torre Ruiz                   | PSOE    |
| 2003-2007 | Pedro Bruno Cobo                            | PSOE    |
| 2007-2011 | Pedro Bruno Cobo                            | PSOE    |
| 2011-2015 | Pedro Bruno Cobo                            | PSOE    |
| 2015-2019 | Pedro Bruno Cobo 2015: Manuela Cobo Anguita | PSOE    |
| 2019-2023 | Manuela Cobo Anguita                        | PSOE    |
| 2023-act. | Sebastián Lijarco Medina                    | UCIN    |

## Patrimonio

### Castillo de Espeluy
Entre los edificios más representativos, destaca el Castillo de la época califal, la primera referencia escrita a Espeluy data del siglo XIII, cuando en la Crónica General se relataba que fue uno de los castillos musulmanes atacados y destruidos por Fernando III el Santo en 1224. La población pactó su entrega a cambio de poder marchar en paz. En un primer momento quedó como lugar de realengo, pero en 1246 Fernando III cedió 20 yugadas de heredad a la Orden de Calatrava, donación que sería confirmada por Alfonso X en 1254.
En 1321 fue entregada en señorío a Díaz Sánchez de Biedma, señor de Estivel y Jabalquinto. En este periodo se construyó el nuevo castillo, como expresión de poder de los nuevos señores. En 1364 la familia cambió el apellido por el de Benavides, condición dada por su primo don Juan Alonso de Benavides, para ser sus herederos. En 1371 Enrique II les concedió el señorío de Santisteban, posteriormente Condes en 1473, y Duques de Santisteban del Puerto desde 1739.
Santa Teresa de Jesús fue atendida y socorrida en el castillo de Espeluy, después de haber sufrido un accidente al pasar el río Guadalquivir, según escribiera la Santa en su libro de las Fundaciones.
Fue declarado Monumento Histórico en 1985. Bajo la protección de la Declaración genérica del Decreto de 22 de abril de 1949, y la Ley 16/1985 sobre el Patrimonio Histórico Español. En el año 1993 la Junta de Andalucía otorgó un reconocimiento especial a los castillos de la comunidad autónoma.

### Hacienda del Pilar
La Hacienda del Pilar, construida en 1904 como hacienda de labranza y más tarde, convertida en casa señorial privada.

### Iglesia parroquial de Santa Catalina
Por último, la iglesia parroquial que fue levantada en el siglo XX sobre el antiguo oratorio de Santa Catalina. En su fachada destaca una sencilla portada adintelada, frontón partido y una espadaña con tres huecos para las campanas.

## Fiestas
Es Espeluy un ejemplo vivo de la síntesis y cruce de costumbres y tradiciones que se han llevado a cabo en la provincia de Jaén en el transcurrir de los siglos, desde casi los tiempos del general romano Escipión, que hizo famosa la antigua Silpia en sus campañas guerreras por el sur de España, y que algunos investigadores identifican con el actual Espeluy, hasta la colonización de los años sesenta del siglo XX por gentes venidas desde la Sierra de Segura a repoblar las tierras donde confluyen el Rumblar y el Guadalquivir. Fruto de las influencias de todos los pueblos y culturas que han pasado por la vía romana que le es próxima, o que han cruzado el río, o las que trajo el ferrocarril en el siglo XIX, son sus tradiciones y costumbres, tanto las que se perdieron con el paso del tiempo, como las que arraigaron y viven en el sentir de los espeluyseños.

### Festividad de San Antón
Propia del ciclo festivo agrario aún sobrevive la celebración de San Antón con el prendido de hogueras en su honor. Antiguamente en esa fecha era costumbre la de celebración de las matanzas, en la que cada familia mataba uno o varios marranos y elaboraban productos derivados de él, que consumían durante todo el año. También, dentro del ciclo festivo agrario, hubo costumbre de encender lumbres para San Juan Bautista.

### Festividad de San José
El 19 de marzo se celebra la festividad de San José, antiguo patrón de la localidad. En su origen, esta hermandad estaba formada exclusivamente por ferroviarios, estando hoy en día abierta esta asociación de fieles a cualquier persona.

### Festividad del Viernes Santo
Muy curiosa, también, es la tradición conocida como Las bolas del Viernes Santo, consistente en la formación de dos equipos de hombres que van lanzando alternativamente unas bolas metálicas a lo largo de la carretera que une el casco urbano de Espeluy con las casas de la Estación del ferrocarril, de unos cuatro kilómetros de trayecto. Consigue ganar el equipo que, después de las sucesivas rondas de lanzamientos de sus integrantes, ha conseguido avanzar más en el camino lanzando las bolas. El premio lo constituye una arroba de vino y una bacalá para cada uno de los trayectos, siendo sufragado por el equipo perdedor. Esta tradición se remonta, según cuentan los más antiguos, a los tiempos en que los bares y tabernas tenían que permanecer cerrados los viernes Santos en señal de luto, dando cumplimiento así a la prohibición de que se abrieran los locales dados a la fiesta y la jarana. Una forma de que los hombres respetaran lo que la autoridad civil y eclesiástica ordenaba, sin que por ello se hubiera de renunciar a los cotidianos ritos tabernarios, dio lugar a este inocente juego que se hacía y se sigue haciendo fuera de los dos núcleos de población más importantes de Espeluy, el pueblo y la estación.

### Festividad de San Gregorio Nacianceno
Una de ellas, tal vez la más antigua, es la celebración, el primer fin de semana de mayo o última semana de abril, de la festividad del patrón, San Gregorio Nacianceno, quien fue tenido desde antiguo como uno de los principales patrones de los poetas. En esta fecha acuden a venerar su imagen no solo los hijos de Espeluy, sino también los de los pueblos limítrofes que le profesan una especial devoción, también son numerosas las visitas de los espeluseños que en tiempos pasados tuvieron que emigrar por motivos laborales. San Gregorio es tenido entre los agricultores como uno de los santos protectores contra las plagas de langostas. El día de su festividad, y antes de la misa solemne, tiene lugar el rito del traspaso de insignias entre el hermano mayor saliente y el nuevo hermano mayor de la cofradía, acto que se hace en presencia de las autoridades locales y del resto de cofrades.

### Festividad de las Cruces de Mayo
Desde 2004 se celebran las Cruces de Mayo, el segundo fin de semana de este mes. Esta fiesta ha sido muy bien acogida por el pueblo, llenándose las calles del pueblo de vecinos durante todo el día, trabajando con mucho esmero en las cruces. No solo durante ese día se trabaja en la elaboración de las cruces, sino meses antes se comienzan la preparación de los detalles más enrevesados de la cruz.

### Festividad de San Miguel
Los colonos venidos de la Sierra de Segura trajeron con ellos a su patrón, San Miguel, cuya festividad siguen celebrando en su nueva tierra de Espeluy. Está dotada esta celebración y este santo de una curiosa anécdota por la cual la imagen del santo no se encontraba en la iglesia parroquial, sino en la casa de la familia que ya la custodiaba en su lugar de origen. Estas gentes trajeron a Espeluy juegos como el de los bolos serranos, que juegan con gran maestría y pericia los habitantes del poblado de colonización, al final habiéndose implantado este juego al resto de habitantes de la localidad.

### Festividad de Santa Catalina
Curiosa y peculiar es la celebración que se hace cada 25 de noviembre cuando se festeja a la patrona Santa Catalina, celebración que organiza una cofradía compuesta exclusivamente por mujeres, las cuales ese día asisten sin sus parejas a un banquete festivo, estando toda la jornada los esposos libres para celebrar la fiesta por su cuenta.

## Patrones
Los patrones de Espeluy son San Gregorio Nacianceno y Santa Catalina de Alejandría.

## Gastronomía
En el verano de 1965, dentro del Plan Jaén, se amplió la población de Espeluy con colonos provenientes de la Sierra de Segura. Esta circunstancia ha hecho posible que en Espeluy convivan las dos cocinas tradicionales de los pueblos de Jaén, de un lado la "cocina de campiña", y, de otro, la "cocina serrana", que trajeron los colonos desde sus pueblos de origen. De este modo, dentro de la "cocina de campiña" sobresale, ante todo, la muy jaenera y veraniega "pipirrana", siendo, por su parte, el gazpacho que aquí se prepara, más espeso y de mayor textura que los que se elaboran en otros lugares de la provincia, por lo que, pese a su nombre, debamos considerarlo emparentado más con el "salmorejo" cordobés.
En los días de agosto se consume el "potaje de habas secas con berenjenas", recuerdo culinario tal vez de algún ancestral y ya olvidado voto santero, por verse librada la población de alguna plaga maligna. Del tiempo de primavera imprescindibles en la mesa son los llamados "espárragos trigueros esparragados", redundante denominación que se refiere a los muy sabrosos "espárragos en salsa". Cuando se presienten los primeros fríos del otoño comienzan a prepararse las "migas de pan con melón", siendo estos los últimos melones del verano. De las viandas de Semana Santa sobresalen el "potaje con panecillos", que aquí se hace añadiéndoles a los imprescindibles garbanzos y bacalao unos cardillos, o en su defecto unas espinacas; la "leche frita" como postre, junto a los "roscos de leche" y los "pestiños", estando esta última fruta de sartén presente en todos los eventos festivos espeluyseños. Vianda que llena la talega en los tiempos de la recolección de la aceituna es, sin lugar a dudas, el "canto de pan con aceite", ya sea acompañado con tocino o con bacalao, u otra "engañifa". Tres platos cierran la "cocina de campiña": los "flamenquines", cuya cuna y orígenes reclama la cocina jiennense; el cordero guisado con pimientos, cebolla y tomate; y un postre común a todos los pueblos de la campiña jiennense, que es el "bienmesabe" -en Espeluy es conocido también como "viennesabe", quizás por la proximidad fonética de ambos nombres y por ser propio del Viernes Santo, aquí se elabora con un fondo de galletas remojadas en un almíbar azucarado y aliñado con un poco de licor, clara de huevo a punto de nieve y unas natillas claras que las cubren.
La cocina de procedencia serrana en Espeluy no es menos abundante en platos que la de la campiña. Así, uno de los más sencillos, es el llamado "gazpacho de segadores", solo pepino y cebolla que nadan en abundante agua aderezada con aceite de oliva, vinagre y sal. Otros platos serranos son el "ajopringue", comida propia de los días de matanza, o viandas farináceas como el "ajoharina con guízcanos", la "gachamiga", los "gurullos", las "migas de harina", la "pulenta", sopa de huevo y harina que constituye hoy una reliquia culinaria de la cocina de la Roma imperial, o aquellos otros tan extendidos como los "andrajos con liebre" y los "galianos". Otros platos serranos afincados en la cultura culinaria de Espeluy son el "ajo atao", los "caracoles guisados con patatas" o el "arroz cortijero", que suele cocinarse con chorizo cuando no se tiene otro tipo de carne a mano, o los "pimientos secos rellenos". Propios de Semana Santa son los "panetes de bacalao" y el "arroz dulce", postre de Viernes Santo que se cuece en un caldo donde previamente han cocido ajos, pimientos secos y pimientos carnosos.